# Born to Do It
Born to Do It är den brittiska R&B-sångaren Craig Davids första album som släpptes 2000. Det blev etta på UK Albums Chart och elva på Billboard 200, med hitar som "Fill Me In" och "7 Days".

## Låtlista
1. "Fill Me In" - 4:16
2. "Can't Be Messing 'Round" - 3:54
3. "Rendezvous" - 4:37
4. "7 Days" - 3:55
5. "Follow Me" - 4:01
6. "Key to My Heart" - 4:13
7. "Fill Me in, Pt. 2" - 4:12
8. "Last Night" - 4:31
9. "Walking Away" - 3:24
10. "Time to Party" - 4:04
11. "Booty Man" - 3:48
12. "Once in a Lifetime" - 3:30
13. "You Know What" - 3:34
14. "Rewind" - 5:32